# Balancán
Balancán és un municipi de l'estat de Tabasco. Balancán és el cap de municipi i principal centre de població d'aquesta municipalitat. Aquest municipi és a la part sud de l'estat de Tabasco. Limita al nord amb l'estat de Campeche, al sud amb Tenosique, a l'oest amb l'Comalcalco i a l'est amb Guatemala.